# ジェームス・リー (総合格闘家)
ジェームス・リー（James Lee、1973年9月22日 - ）は、アメリカ合衆国の男性総合格闘家。ミシガン州デトロイト出身。マッシュ・ファイト・チーム所属。元KOTC世界ライトヘビー級王者。
チョークスリーパー、ヒールホールドを得意技とする。

## 来歴
学生時代より19年間経験したレスリングをベースに、ボクシング、ムエタイ、柔術など幅広い格闘技経験を持つ。フルコンタクト空手の王者になったこともある。
2004年12月21日、初参戦となったパンクラスで謙吾と対戦し、チョークスリーパーで一本勝ち。
2007年2月25日、PRIDE.33で中村和裕の代役としてトラビス・ビューと対戦し、開始39秒でフロントチョークで一本勝ち。
2008年1月19日、UFC初参戦となったUFC 80でアレッシオ・サカラと対戦し、パウンドでTKO負け。

## 戦績
| 総合格闘技 戦績 | 総合格闘技 戦績 | 総合格闘技 戦績 | 総合格闘技 戦績 | 総合格闘技 戦績 | 総合格闘技 戦績 | 総合格闘技 戦績 |
| --------------- | --------------- | --------------- | --------------- | --------------- | --------------- | --------------- |
| 18 試合         | (T)KO           | 一本            | 判定            | その他          | 引き分け        | 無効試合        |
| 14 勝           | 4               | 10              | 0               | 0               | 0               | 1               |
| 3 敗            | 1               | 2               | 0               | 0               | 0               | 1               |

| 勝敗 | 対戦相手                         | 試合結果                   | 大会名                                                       | 開催年月日     |
| ×    | アレッシオ・サカラ               | 1R 1:30 TKO（パウンド）    | UFC 80: Rapid Fire                                           | 2008年1月19日  |
| ○    | ダニー・ベサント                 | 1R 0:41 肩固め             | KOTC: Bad Boys 【KOTC世界ライトヘビー級タイトルマッチ】      | 2007年11月21日 |
| ○    | オング・ラ・エヌサン             | 1R 3:51 ヒールホールド     | KOTC: Explosion 【KOTC世界ライトヘビー級タイトルマッチ】     | 2007年6月15日  |
| ○    | トラビス・ビュー                 | 1R 0:39 フロントチョーク   | PRIDE.33 "THE SECOND COMING"                                 | 2007年2月24日  |
| ○    | ゲイブ・ウォールブリッジ         | 2R 2:20 TKO（パンチ連打）  | EFX: Fury                                                    | 2007年1月20日  |
| －   | ロイ・パリエンテ                 | 無効試合                   | KOTC: Unfinished Business 【決勝】                           | 2006年4月28日  |
| ○    | ネイサン・ホワイト               | 1R チョークスリーパー      | KOTC: Unfinished Business 【1回戦】                          | 2006年4月28日  |
| ○    | ブライアン・ホーキンス           | 1R 0:24 ヒールホールド     | KOTC: Drop Zone 【KOTC世界ライトヘビー級タイトルマッチ】     | 2006年3月18日  |
| ○    | ジェームス・テフナ               | 1R 1:37 チョークスリーパー | KOTC: Gunfather 【KOTC世界ライトヘビー級王座決定戦】         | 2006年2月10日  |
| ○    | ライアン・ハーヴェイ             | 1R 0:29 TKO（パンチ連打）  | KOTC: Firestorm                                              | 2005年9月24日  |
| ○    | クリス・ピーク                   | 1R 1:33 ヒールホールド     | KOTC 58: Prime Time                                          | 2005年8月5日   |
| ○    | ウォーリー・キーンブーム         | 1R 1:20 チョークスリーパー | KOTC 48: Payback                                             | 2005年2月25日  |
| ○    | 謙吾                             | 1R 0:55 チョークスリーパー | PANCRASE 2004 BRAVE TOUR                                     | 2004年12月21日 |
| ×    | ディーン・リスター               | 1R 腕ひしぎ十字固め        | KOTC 29: Renegades 【KOTC世界ミドル級タイトルマッチ】        | 2003年9月5日   |
| ○    | ジェームス・ファンシアー         | 1R アンクルホールド        | Gladiator Challenge 16 【GCミドル級タイトルマッチ】          | 2003年6月1日   |
| ×    | ヴァーノン・"タイガー"・ホワイト | 3R 1:00 ヒールホールド     | KOTC 11: Domination 【KOTC世界ライトヘビー級タイトルマッチ】 | 2001年9月29日  |
| ○    | クリス・スナイダー               | 1R KO                      | King of the Ring                                             | 1999年7月17日  |
| ○    | ルーク・ペディゴ                 | 1R TKO                     | King of the Ring                                             | 1999年7月17日  |

## 獲得タイトル
- Gladiator Challengeミドル級王座（2003年）
- 第4代KOTC世界ライトヘビー級王座（2006年）